# Jeronim Vidulić
Jeronim Vidulić je hrvaški pesnik, notar in humanist.  Rodil se je nekje okoli leta 1440 in umrl 1499 v Zadru. Študiral je v Benetkah. Je eden izmed prvih Hrvaških pesnikov ljubezenskih renesančnih lirik. Njegovo najbolj znano delo je Ako mi ne daš lik, vendar ni točnega dokaza ali je resnično napisal delo ali pa je to samo prepisal, prevedel. Pesem je bila najdena na enem izmed uradnih dokumentov v Zadru. To je eden najzgodnejših primerov renesančnega posvetnega besedila v hrvaškem jeziku in najstarejše tovrstno delo do zdaj zunaj Dubrovnika. V literarnem zgodovinopisju domnevamo, da bi lahko to besedilo predstavljalo dokaz, da je ljubezenska poezija v dvojnih rimah izvirala iz Dalmacije in od tam vplivala na prve dubrovniške pesnike Sismunda Mencetiča in Jorda Držiča. Vendar za takšno trditev ni utemeljenih argumentov in je bolj verjetno, da je bila smer vpliva obrnjena. Vidulič je prvi znan hrvaški petrarkist. Štel je med tiste, ki so natančno poznali glagolico in tekoče govorili latinščino, s svojim znanjem pa je uspešno potoval po Evropi. Kornelija Kuvač Levačić je v intervjuju za Zadarski list omenila pesnika in se spraševala kam je izginila vsa ljubezenska lirika Zadra, z njo pa tudi poznavanje tega pomembnega pesnika. Znan je kot predhodnik Petra Zoranića. 